# Jeanne de France (1351-1371)
Pour les articles homonymes, voir Jeanne de France.
Jeanne de France, née en mai 1351 et morte le 16 septembre 1371 à Béziers, est le seul enfant du roi Philippe VI de Valois et de sa seconde épouse Blanche de Navarre.

## Biographie
Bien qu'il ait déjà deux fils et quatre petits-fils pour lui succéder sur le trône de France, Philippe VI de Valois convole en secondes noces le 29 janvier 1350 avec Blanche de Navarre, un mois et demi à peine après le décès de sa première épouse Jeanne de Bourgogne. Subjugué par la beauté de la sœur du roi Charles II de Navarre, de quarante ans environ sa cadette, il épouse ainsi celle qui était pourtant promise à son fils aîné, le futur Jean II le Bon. Philippe VI meurt toutefois dès le 22 août suivant, laissant sa veuve enceinte. Neuf mois plus tard, en mai 1351, Blanche de Navarre met au monde une fille, prénommée Jeanne. Cette dernière est le seul enfant de Philippe VI à survivre à l'enfance avec ses demi-frères Jean II le Bon et Philippe d'Orléans.
Blanche de Navarre s'établit ensuite avec sa fille à Neaufles-Saint-Martin, près de Gisors. Par acte du 16 juillet 1370, elle la promet au futur Jean Ier d'Aragon. Cependant, Jeanne meurt prématurément le 16 septembre 1371 à Béziers, alors qu'elle se rend à Perpignan pour le mariage. La sage-femme aragonaise Bonanada sera accusée sans fondement de l'avoir empoisonnée, mais ne sera pas inquiétée. Le corps de Jeanne de France est déposé dans un tombeau de la cathédrale Saint-Nazaire, puis est transporté à la nécropole royale de la basilique de Saint-Denis. Le monument funéraire de Béziers est détruit pendant les guerres de religion le 6 mai 1562, tandis que le tombeau de Saint-Denis est profané le 17 octobre 1793 par les révolutionnaires.